# Fine dining

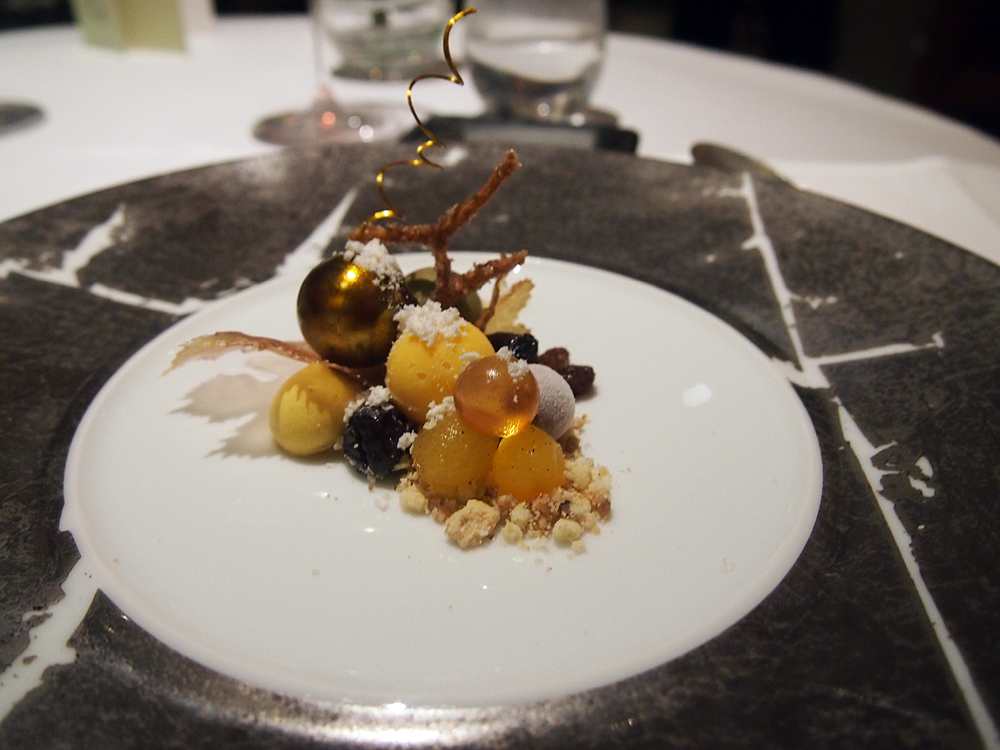
Một bữa ăn cao cấp tại The Fat Duck.

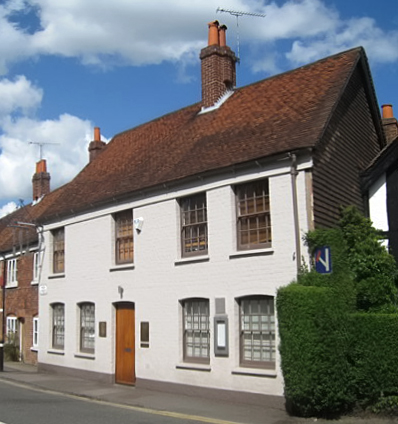
The Fat Duck, một nhà hàng ăn uống cao cấp ở Bray, Vương quốc Anh.

Fine dining là một trải nghiệm nhà hàng thường phức tạp hơn, độc đáo hơn và đắt tiền hơn so với ở một nhà hàng bình thường. Nội thất của những nhà hàng như vậy thường được làm bằng những vật liệu chất lượng cao hơn. Các nhà hàng cao cấp cũng có một số quy tắc nhất định về ăn uống mà du khách thường phải tuân theo, đôi khi bao gồm cả quy định về trang phục.
Các cơ sở ăn uống cao cấp đôi khi được gọi là nhà hàng khăn trải bàn màu trắng, bởi vì theo truyền thống, họ có người phục vụ phục vụ bàn tại những chiếc bàn được phủ khăn trải bàn màu trắng. Việc sử dụng khăn trải bàn màu trắng đã dần trở nên kém sang trọng hơn, nhưng dịch vụ và bầu không khí cao cấp vẫn được duy trì.

## Lịch sử
Các nhà hàng ăn tối cao cấp đầu tiên ở Hoa Kỳ hoạt động tại Thành phố New York, chẳng hạn như Delmonico's vào thế kỷ 19. Nhà hàng có một hầm rượu vang 1.000 chai và vẫn ở cùng một vị trí cho tới ngày nay.